# Libano ai VI Giochi olimpici invernali
Il Libano partecipò ai VI Giochi olimpici invernali, svoltisi a Oslo, Norvegia, dal 14 al 25 febbraio 1952, con una delegazione di 1 atleta impegnati in una disciplina.